# 舒梅克撞擊坑

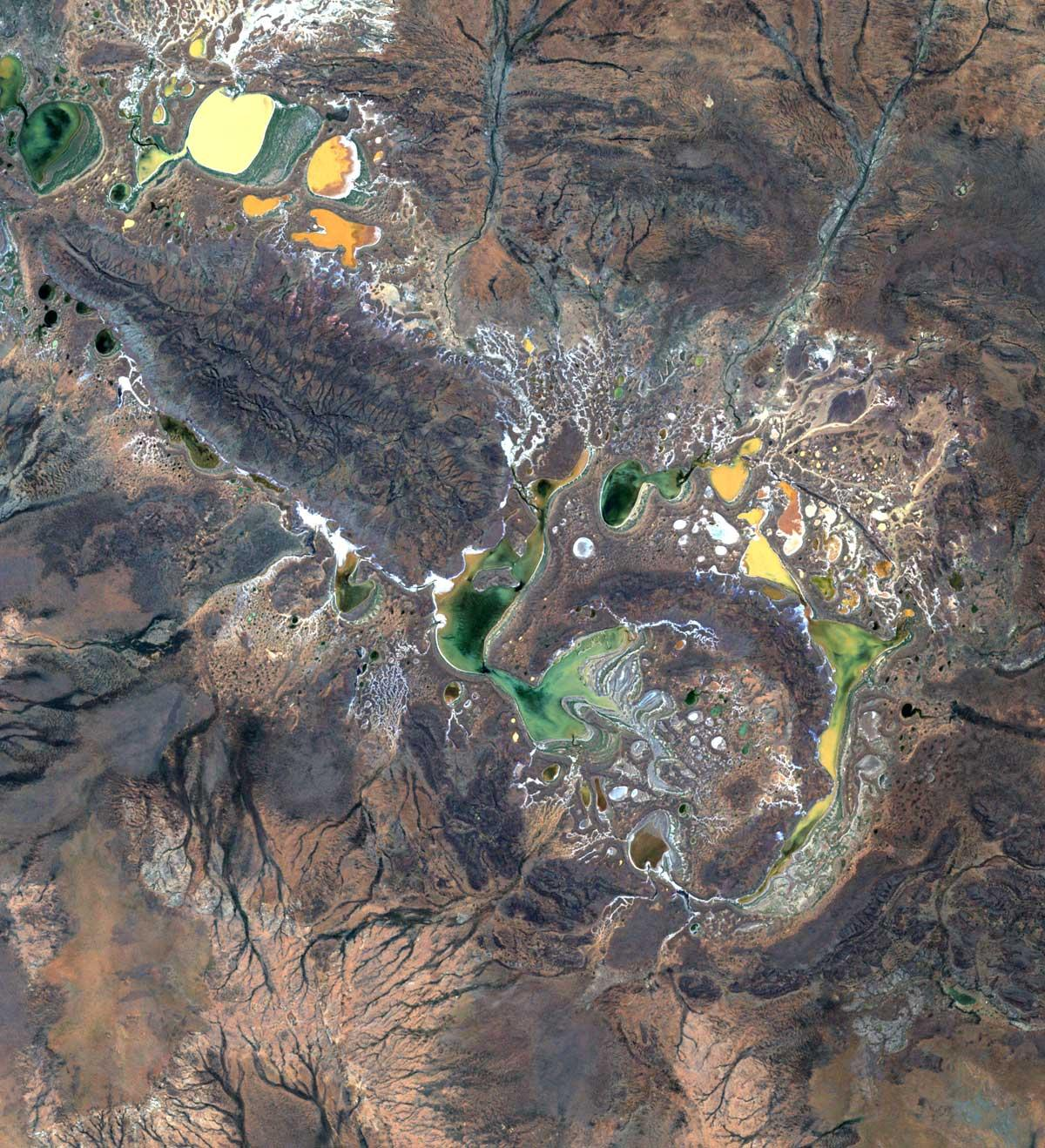
從太空看舒梅克撞擊坑

舒梅克撞擊坑 （Shoemaker crater，原名愛爾蘭人隕石坑，Teague Ring）是在西澳洲維魯納北北東方約100公里處，乾燥荒地上一個受到嚴重侵蝕的撞擊坑。這個隕石坑改名是為了紀念行星科學家尤金·舒梅克。 

## 地質狀況
舒梅克撞擊坑的衛星影像中可以明顯看見環狀地形特徵。該撞擊坑位於古元古代的伊拉希迪盆地（Earaheedy Basin）和太古宙伊爾幹克拉通的交界上。這個區域包含一些季節性的鹽湖，其中最大的是Lake Teague。 
1974年發表的一篇文章首次提出這個環狀的地質特徵是撞擊坑；後續研究發現了支持這個假說的決定性證據，包含破裂錐和衝擊石英（Shocked quartz）,,。在該區域發現了太古宙時期的花崗岩（Teague Granite）被抬升的同心圓結構，直徑約12公里；周圍環繞著沉積岩形成的向下的環（環狀向斜），外環直徑約30公里，這是隕石坑原始直徑的最小估計值。 

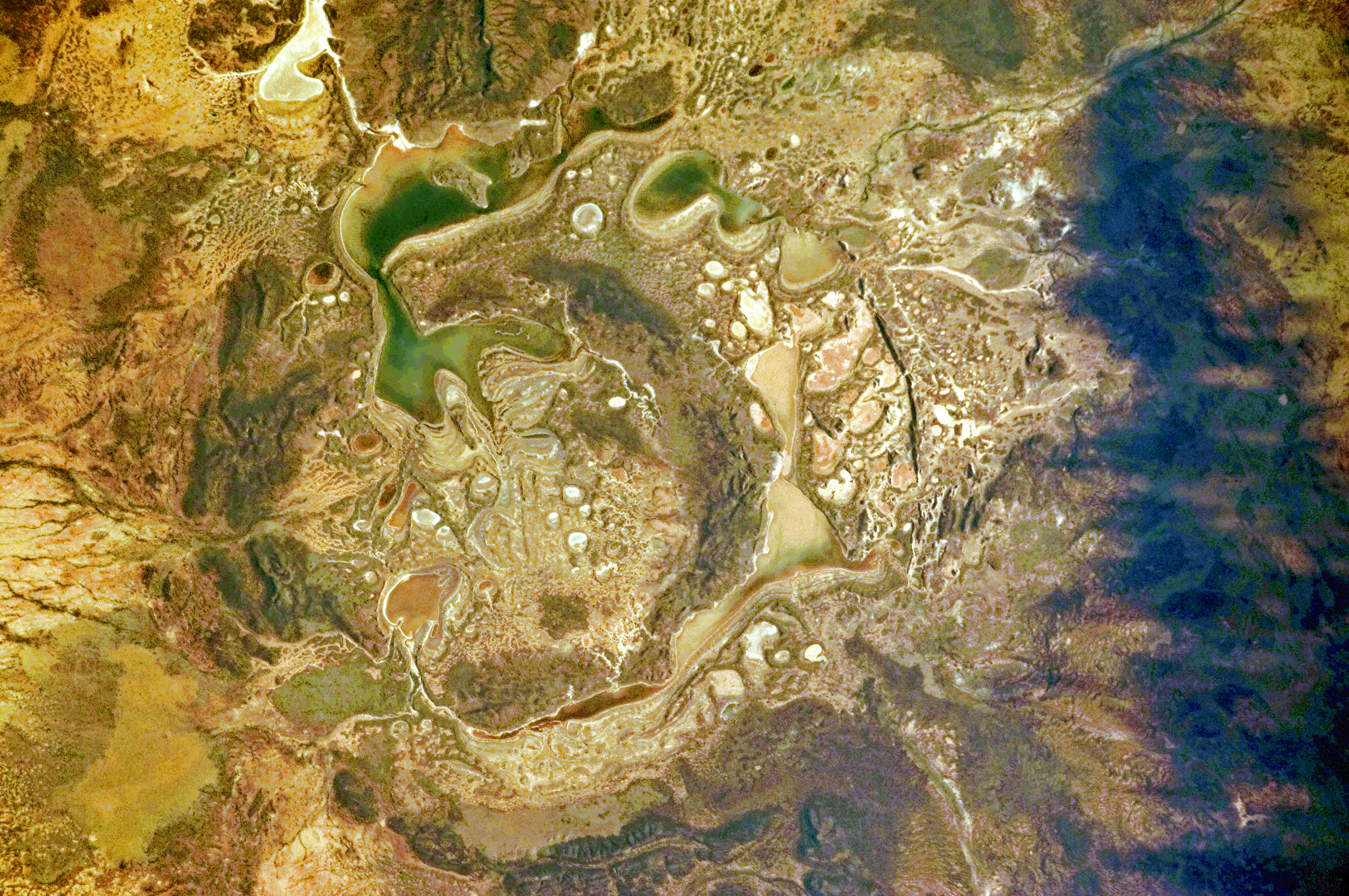
舒梅克撞擊坑結構

舒梅克撞擊坑目前還未確定其年代，但目前確定它的形成一定晚於約26.48 ± 0.08億年形成的中心的花崗岩（Teague Granite）。大多數資料指出，因為該區的花崗岩受到再加熱影響，形成時間大約是16.3億年；當時這可能是一個區域性的地質構造事件。近年以鉀氬定年法測定，其年齡大約是5.68 ± 0.2億年；這個年齡也可以確定撞擊事件或地質構造活動的發生年代。